# 4. Sächsische Landesausstellung

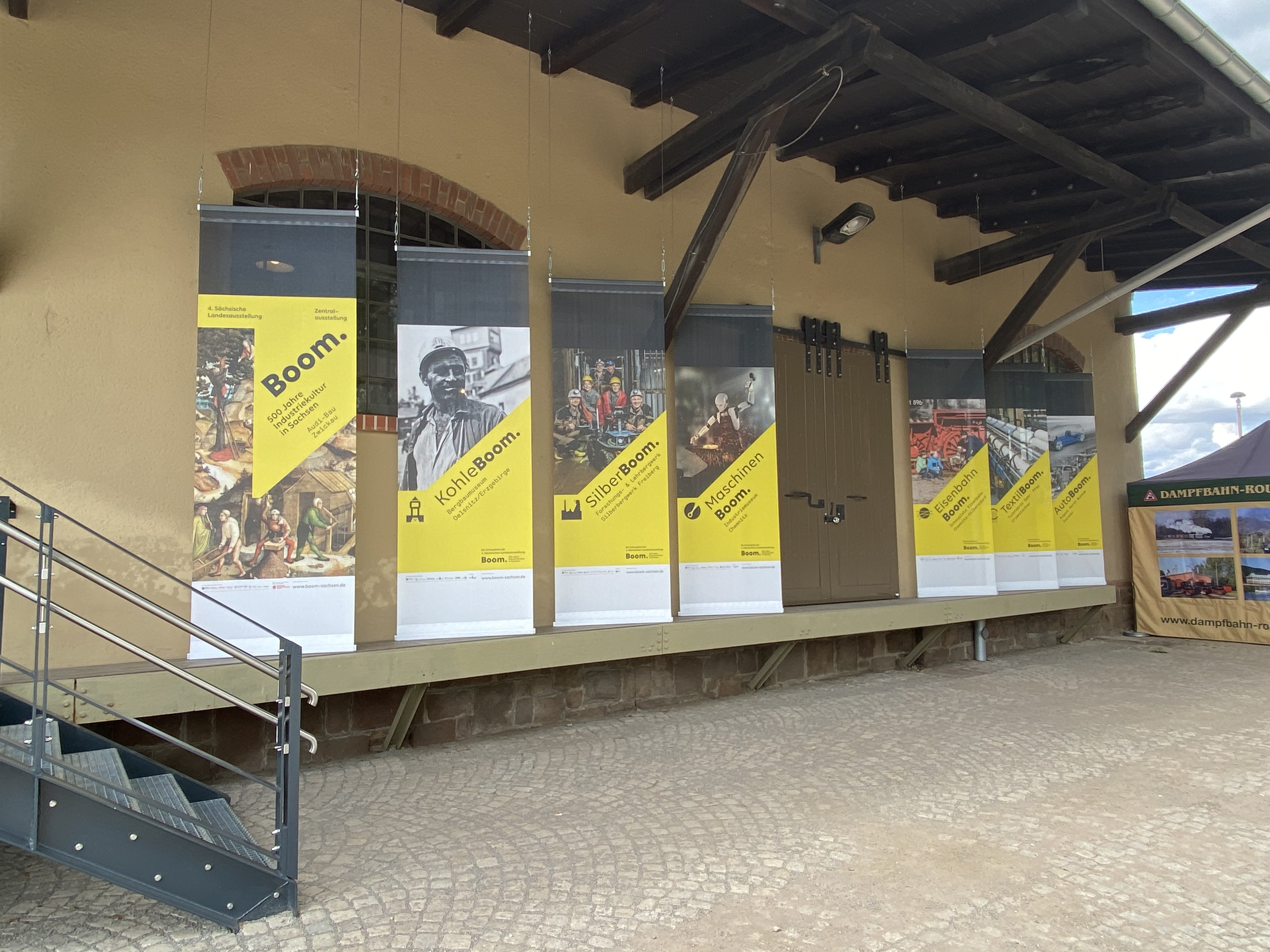
Banner der 4. Sächsischen Landesausstellung (2020)

Die 4. Sächsische Landesausstellung mit dem Titel Boom. 500 Jahre Industriekultur in Sachsen fand 2020 in der Region Südwestsachsen statt und widmete sich der Industriekultur sowie der Industriegeschichte Sachsens. Die Ausstellung lief offiziell vom 11. Juli bis zum 31. Dezember 2020. Im Mittelpunkt der erstmals an mehreren Orten im Freistaat durchgeführten Landesausstellung stand das Verhältnis zwischen Industrie, Kultur und dem Menschen und seiner durch die Industrie geprägten Umwelt. Die Zentralausstellung wurde im Audi-Bau in Zwickau präsentiert. Zudem richteten sechs Technik- und Industriemuseen der Region, die sogenannten Schauplätze, zusätzliche Sonderausstellungen aus. Der Titel bezieht sich auf die immer wieder neu entstandene wirtschaftliche Dynamik in der industriellen Entwicklung, die charakteristisch für die Geschichte Sachsens seit dem Renaissance-Bergbau ist.

## Findungsphase
Gemäß dem Beschluss des Sächsischen Landtages vom 19. April 2011 sollte die 4. Sächsische Landesausstellung in der Region Südwestsachsen zum Thema Industriekultur durchgeführt werden. Ursprünglich sollte die Landesausstellung im Jahr 2018 stattfinden. Nach der Vergabe an die Stadt Zwickau im Jahr 2014 wurde feststellt, dass die geplante Durchführung im denkmalgeschützten Horch-Hochbau nicht umsetzbar ist. Im Frühjahr 2015 entschied das Sächsische Staatsministerium für Wissenschaft und Kunst, dass die zentrale Ausstellung in Zwickau um weitere Ausstellungen in anderen Orten ergänzt werden soll, um eine stärkere Einbindung der Region Südwestsachsen zu erreichen. Im Frühsommer 2015 wurde die 4. Sächsische Landesausstellung auf das Jahr 2020 verschoben, nachdem für das Jahr 2018 keine Kommune der Region eine Liegenschaft für die Leitausstellung mit der erforderlichen Sicherheit bereitstellen konnte. Mitte September 2016 entschied die Staatsregierung, die zentrale Ausstellung im Audi-Bau in Zwickau durchzuführen. Am 4. Januar 2017 übertrug die damalige Staatsministerin für Wissenschaft und Kunst, Eva-Maria Stange, dem Deutschen Hygiene-Museum Dresden die Ausrichtung der Zwickauer Zentralausstellung und die Koordinierung des Gesamtprojekts in Zusammenarbeit mit den Schauplätzen.

## Zentralausstellung im Audi-Bau Zwickau

### Der Audi-Bau

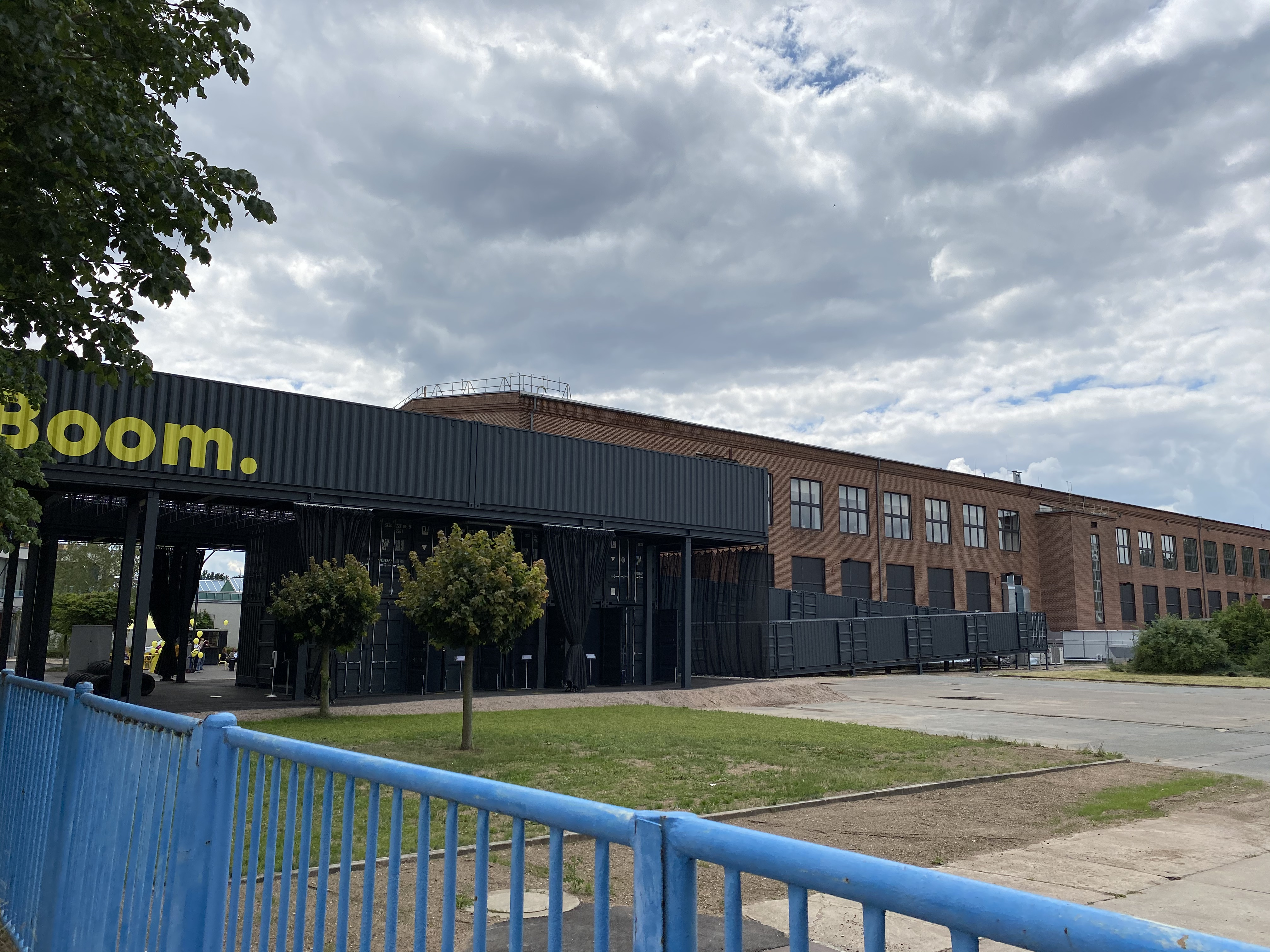
Audi-Bau (2020)

Die zentrale Ausstellung der 4. Sächsischen Landesausstellung wurde im Audi-Bau in Zwickau präsentiert. Bei dem rund 115 Meter langen Klinkerbau handelt es sich um ein zweigeschossiges und vollunterkellertes Montagegebäude. Dieses wurde 1937 und 1938 im Rahmen eines größeren Werkausbaus durch den Architekten Theophil Quaysin entworfen und unter dessen Leitung errichtet. Mit der Bauausführung war der Bauunternehmer Curt Leutsch aus Zwickau betraut. Auftraggeber war der Automobilkonzern Auto Union AG. Das Gebäude diente als Fertigungsstätte der ersten serienmäßig hergestellten Kleinwagenreihen mit Frontantrieb, den DKW Front-Modellen. Nach Ausbruch des Zweiten Weltkrieges verlagerte sich der Produktionsschwerpunkt im Werk Audi auf die Fertigung von Geschützen, Luftwaffenzubehör sowie die Montage von LKW Typ Steyr-1500.
Im Laufe seines Bestehens befanden sich in dem Gebäude eine Ausbildungsstätte, ein Speisesaal mit Küche, ein Kulturraum und ein Sozialkaufhaus. Bis 2018 waren in dem zwischen 1992 und 2002 grundhaft sanierten Gebäude ein Ausbildungszentrum, u. a. für Metallbearbeitung, eine Oldtimerreparaturwerkstatt und Lagerräume untergebracht. Der Name Audi-Bau, gelegentlich auch Audi-Halle, ist vermutlich eine umgangssprachliche Bezeichnung, die dem Gebäude nach 1989 von ehemaligen Mitarbeitern des VEB Sachsenring verliehen wurde. Wahrscheinlich beruft sich der Name auf die allgemeine Bezeichnung des Werksgeländes als Werk Audi bzw. Audiwerk Zwickau.
Der Audi-Bau war für die Landesausstellung barrierefrei und den musealen Erfordernissen gemäß ertüchtigt worden. Hierzu zählten die Schaffung eines temporären Eingangsbereichs mit Kassen, Aufenthaltsfläche, Garderoben und Sanitärbereichen sowie die Errichtung von barrierefreien Erschließungsrampen. Das 1. Obergeschoss war zur musealen Ausstellungsetage umgebaut worden. Im Souterrain waren weitere Ausstellungsflächen, Lagerräume, ein Museumsladen, ein Café sowie Workshop- und Veranstaltungsräume eingerichtet worden. Mit der Ertüchtigung des Audi-Baus hatte der Staatsbetrieb Sächsisches Immobilien- und Baumanagement (SIB) die ARGE aus AFF Gesellschaft von Architekten mbH, Berlin, und GEORGI Architektur und Stadtplanung, Chemnitz, die aus einem Architekturwettbewerb als Sieger hervorging, beauftragt.

### Die Zentralausstellung im Rahmen der Landesausstellung
Die Zentralausstellung diskutierte die These der 500-jährigen Industriekultur in Sachsen sowie ihre Bedeutung für die sächsische Identität und gab einen Ausblick auf ihre Zukunft. Dabei standen weniger technische Aspekte als vielmehr wirtschafts- und sozialgeschichtliche Themen im Mittelpunkt. Die Ausstellungsfläche betrug rund 2.800 m². Kurator der Zentralausstellung war der Ausstellungsmacher Thomas Spring.
Die Ausstellung wurde durch einen wissenschaftlichen Beirat, der vom Deutschen Hygiene-Museum ernannt worden war, beraten:
- Helmuth Albrecht, Lehrstuhlinhaber für Technikgeschichte und Industriearchäologie der TU Bergakademie Freiberg
- Ulrich Borsdorf, Gründungsdirektor des Ruhr Museum Essen
- Claudia Emmert, Direktorin des Zeppelin Museum Friedrichshafen
- Thomas Hänseroth, Lehrstuhlinhaber für Technik- und Technikwissenschaftsgeschichte an der TU Dresden
- Winfried Müller, Geschäftsführender Direktor des Instituts für Sächsische Geschichte und Volkskunde e.V.
- Karl Borromäus Murr (Vorsitzender), Direktor des Staatlichen Textil- und Industriemuseum Augsburg
- Bénédicte Savoy, Leiterin des Fachgebiets Kunstgeschichte der Moderne an der TU Berlin
- Susanne Schötz, Lehrstuhlinhaberin für Wirtschafts- und Sozialgeschichte an der TU Dresden

Das Sächsische Staatsministerium für Wissenschaft und Kunst (SMWK) berief am 22. Januar 2018 erstmals das 45-köpfige Kuratorium der 4. Sächsischen Landesausstellung ein, um „die Vorbereitung der Landesausstellung als Multiplikatoren und Unterstützer zu begleiten“.

### Historisch-narrativer Rahmen
Die Geschichte der Industrialisierung und ihrer Gewerbekultur hat in Sachsen eine lange Vorgeschichte. Hier wurden in der Renaissance ein enges Verhältnis von Kapital, Arbeit, Wissen und Technologie und ein darauf fußender, besonderer Gewerbefleiß begründet. Im Barock konnte in Sachsen mit dem umfangreichen Montan- und Hüttenwissen das europäische Porzellan entwickelt werden. Es entstand auf der Grundlage von Heimgewerbe, Manufaktur- und Verlegerwesen eine vielfältige vorindustrielle Gewerbelandschaft. So konnte sich Sachsen vor allem vom Rétablissement, dem Wirtschaftswunder nach dem für das Kurfürstentum Sachsen verheerenden Siebenjährigen Krieg (1756–1763) über die eigentliche Industrielle Revolution des 19. Jahrhunderts bis hin zum Vorabend des Zweiten Weltkriegs zu einer der führenden Wirtschaftsregionen im Deutschen Reich und in Europa entwickeln. Industrie und Handel trafen sich in der Metropole Leipzig, die mit ihrem Konzept der Mustermesse international Maßstäbe setzte. Um 1900 war Sachsen eine der dichtbesiedeltsten Industrieregionen Europas. Nicht nur in Chemnitz, Zwickau und Dresden, sondern auch in kleinen Städten und Dörfern stellten weltweit führende Unternehmen die vielfältigsten Produkte her. Obwohl nach 1945 traditionelle Märkte und Produktionszweige verlorengingen, Fachkräfte in die BRD flohen und bekannte Marken abwanderten, blieb Sachsen das Zentrum der industriellen Produktion der DDR und eines der wichtigsten des gesamten RGWs. Die Wiedervereinigung Deutschlands bedeutete für viele Betriebe das vorläufige Ende, da durch die Umstellung von einer Binnenwährung auf DM die Exportmärkte im östlichen Wirtschaftsraum verlorengingen. Aber es entstand auch vieles neu und die sächsische Industrie erholte sich. Maschinenbau, Mikroelektronik und Automobilbau wurden zu den wichtigsten Industriezweigen und Motoren der sächsischen Wirtschaft.

## Die sechs Schauplätze
Die Zentralausstellung im Audi-Bau Zwickau wurde durch sechs branchenspezifische Zusatzausstellungen an authentischen Schauplätzen der sächsischen Industriekultur ergänzt.

### Forschungs- und Lehrbergwerk Freiberg (Schauplatz Silber)

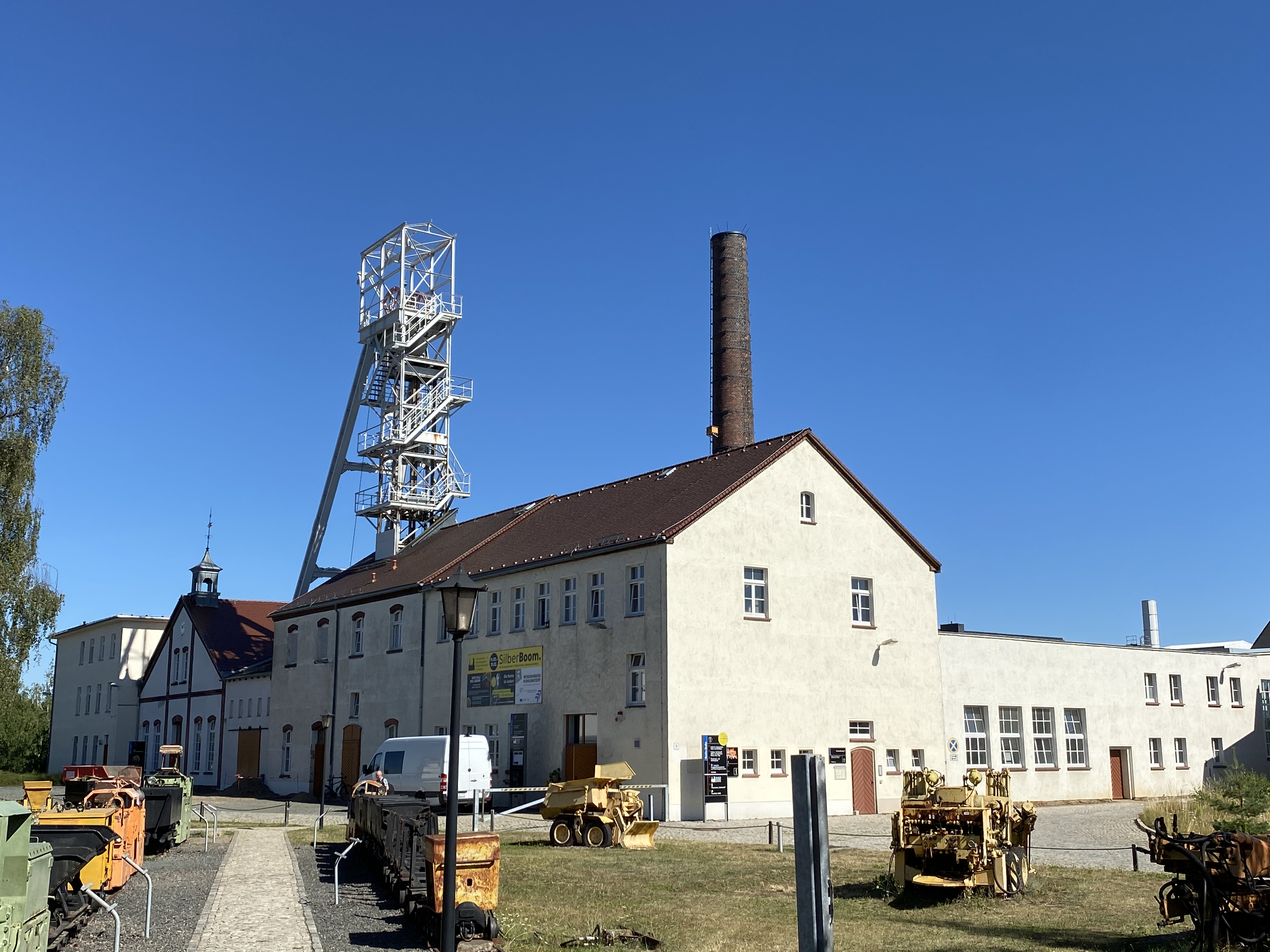
Schauplatz Silber, Reiche Zeche Freiberg (2020)

Der Freiberger Schauplatz der 4. Sächsischen Landesausstellung befand sich auf dem Gelände eines ehemaligen Erzbergwerks. Die Schachtanlage „Reiche Zeche“ wird von der TU Bergakademie Freiberg als Besucher-, Lehr- und Forschungsbergwerk genutzt. Die Sonderschau im Rahmen der Landesausstellung widmete sich dem Freiberger Bergbaurevier, das für über 800 Jahre der wichtigste Silberlieferant für Sachsen war. Darüber hinaus wurden die künftige Entwicklung des Erzbergbaus und aktuelle Forschungen zu Ressourcentechnologien thematisiert. In geführten Touren wurde den Besuchern Zutritt in das Bergwerk gewährt. Nach weiteren Bauarbeiten können ab Herbst 2021 wieder Touren durch die Reiche Zeche unternommen werden.

### Bergbaumuseum Oelsnitz/Erzgebirge (Schauplatz Kohle)

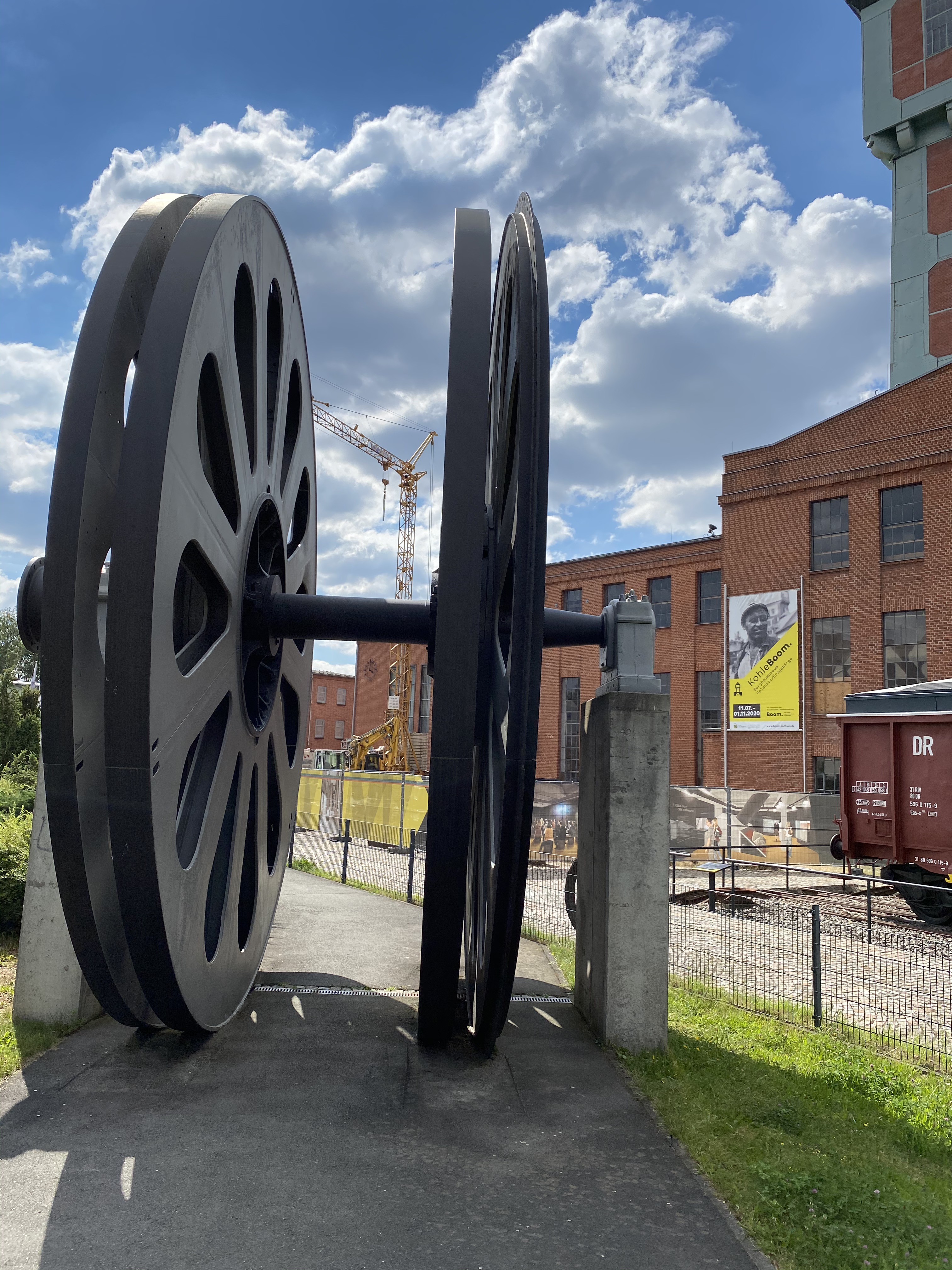
Schauplatz Kohle, Bergbaumuseum Oelsnitz/Erzgebirge (2020)

Das im Jahr 1986 eröffnete Bergbaumuseum Oelsnitz/Erzgebirge ist im ehemaligen Steinkohlenwerk „Karl Liebknecht“ beheimatet. Dank reicher Steinkohlevorkommen gilt Sachsen als eine Pionierregion der Industrialisierung. Die rund 300 Millionen Jahre alten Steinkohleflöze des Lugau-Oelsnitzer Steinkohlenreviers, der jahrhundertelange Abbau, die Technologien der Weiterverarbeitung sowie die Bedeutung für Mensch und Landschaft standen im Fokus der Oelsnitzer Ausstellung. Diese umfasste einen Teil der neu konzipierten und gestalteten Dauerausstellung des Bergbaumuseums. Nach dem Ende der Landesausstellung wird das Museum bis voraussichtlich zur zweiten Jahreshälfte 2023 saniert.

### Tuchfabrik Gebr. Pfau in Crimmitschau (Schauplatz Textil)

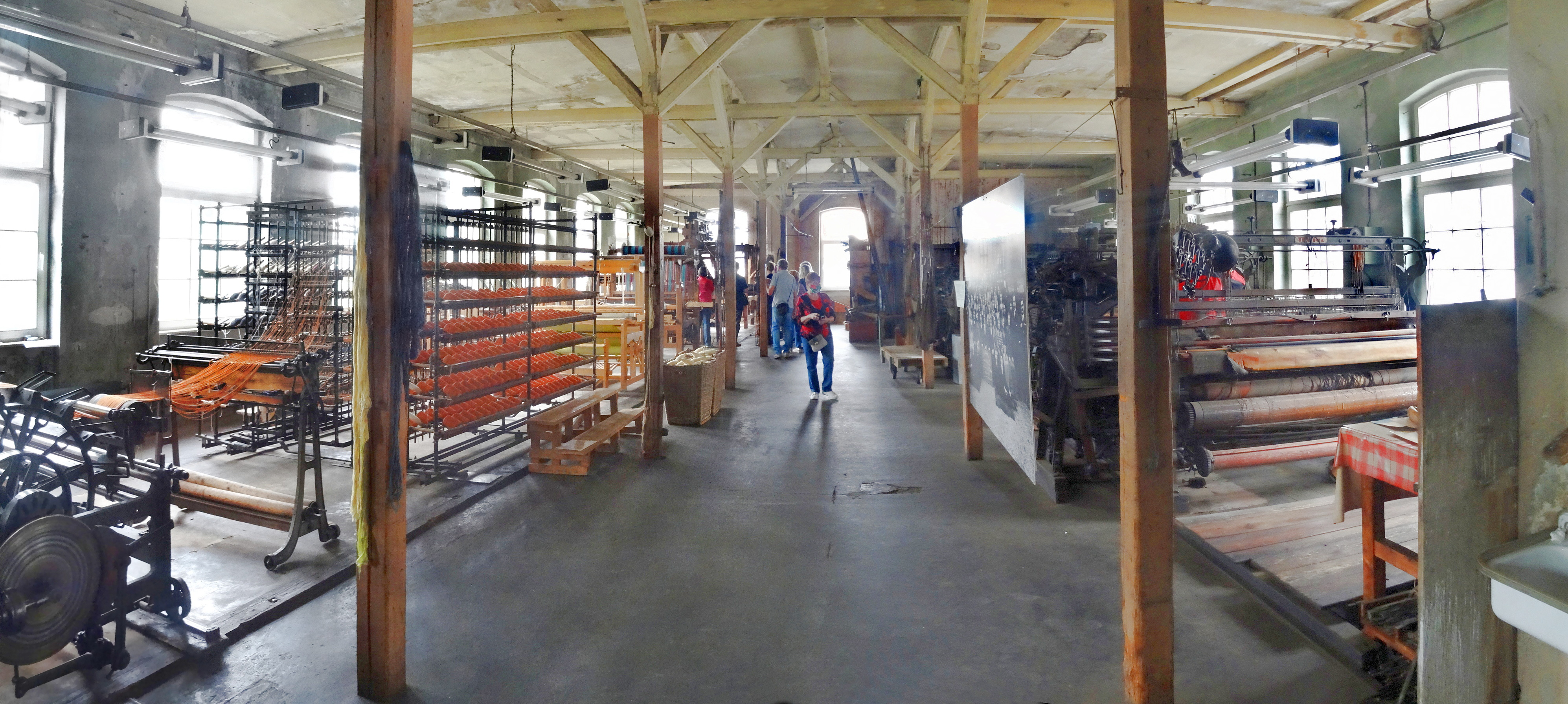
Schauplatz Textil, Weberei der Tuchfabrik Gebr. Pfau in Crimmitschau

Bei der Tuchfabrik Gebr. Pfau handelt es sich um eine im Jahr 1885 errichtete und bis 1990 betriebene Textilfabrik in Crimmitschau. Das Denkmal mit original erhaltenem Maschinenbestand aus über 100 Jahren ermöglicht einen Blick in die Arbeits- und Lebensverhältnisse in der Textilproduktion von der Mitte des 19. hin zum späten 20. Jahrhundert. Daneben werden sämtliche Arbeitsschritte der Tuchfabrikation nachvollziehbar und vorgeführt.

### Industriemuseum Chemnitz (Schauplatz Maschinenbau)

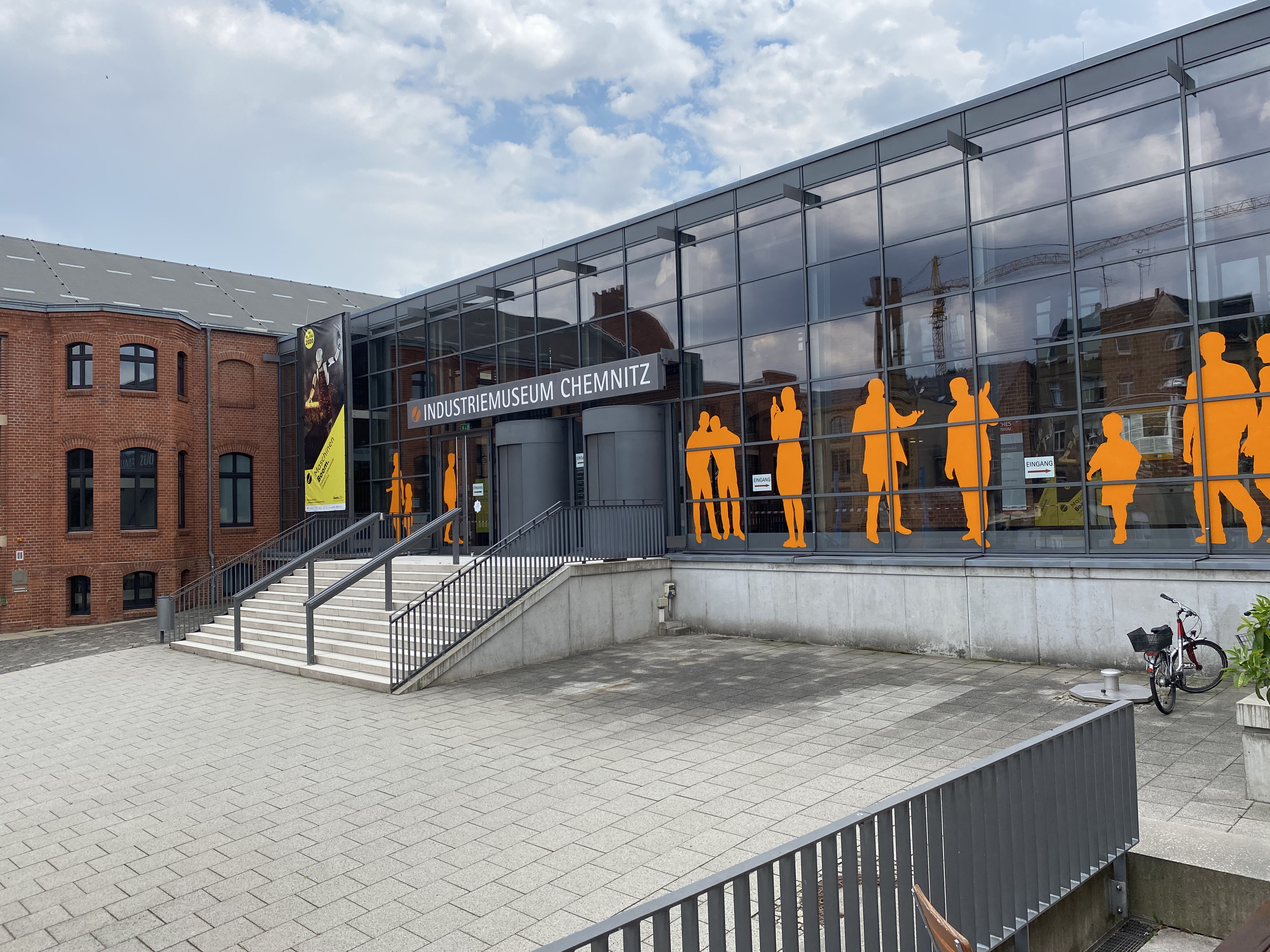
Schauplatz Maschinenbau, Industriemuseum Chemnitz (2020)

Das Industriemuseum Chemnitz befindet sich auf dem ehemaligen Gelände der Werkzeugmaschinenfabrik Hermann und Alfred Escher AG und ist in der einstigen Gießereihalle und dem Maschinenhaus untergebracht. Ausgehend vom frühen Technologietransfer bis zu den Fabriken der Zukunft stellt die Sonderausstellung die sächsische Maschinenbaukunst vor. Im Mittelpunkt der Ausstellung steht das Verhältnis zwischen Mensch und Maschine. Die Sonderausstellung wird bis zum 25. Juli 2021 zu sehen sein.

### Eisenbahnmuseum und Technikmuseum Seilablaufanlage Chemnitz-Hilbersdorf (Schauplatz Eisenbahn)

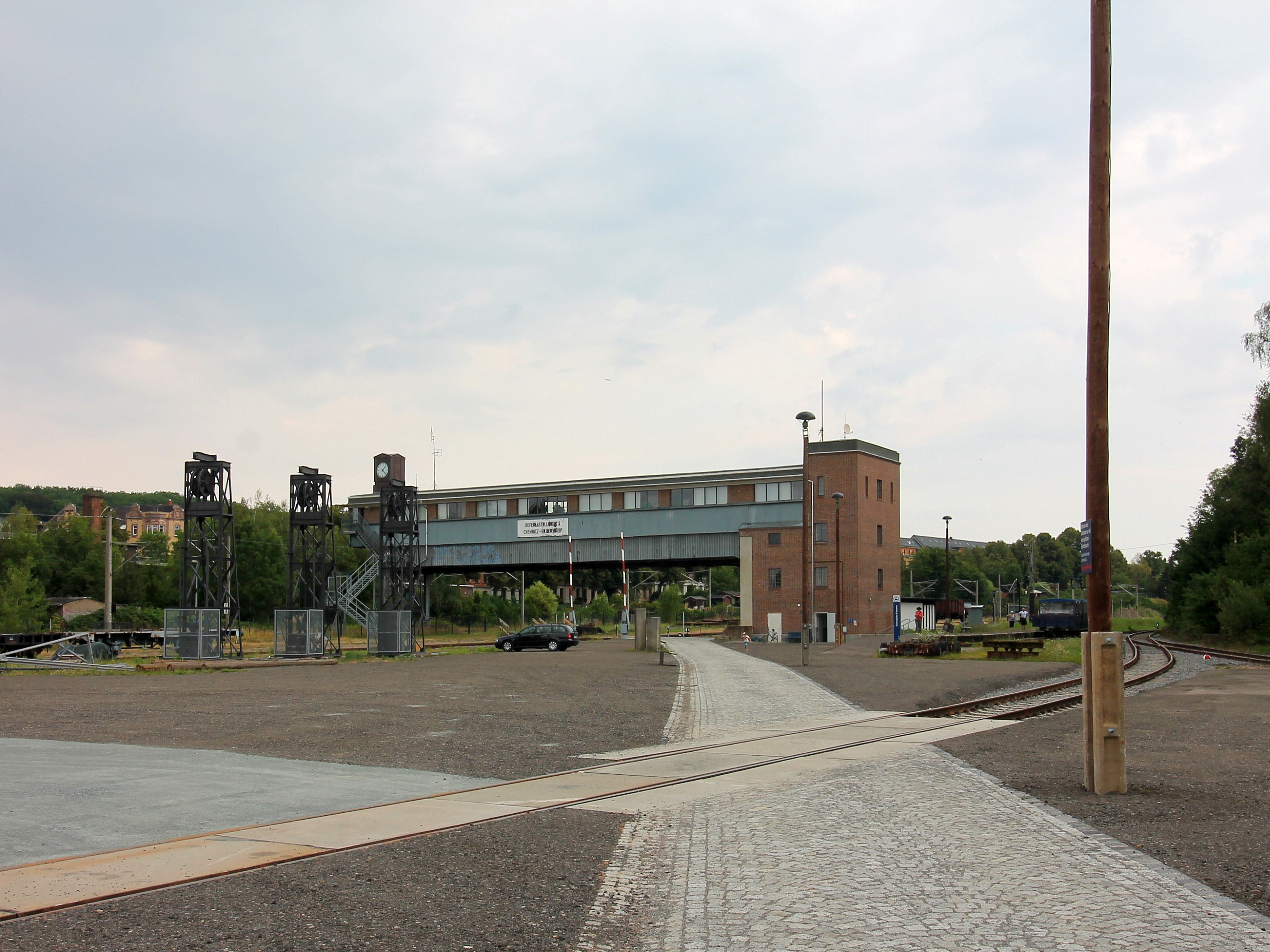
Eisenbahn Boom, Chemnitz-Hilbersdorf.

Das Sächsische Eisenbahnmuseum Chemnitz-Hilbersdorf befindet sich auf dem historischen Gelände des früheren Bahnbetriebswerkes Chemnitz-Hilbersdorf und präsentiert einen umfangreichen Bestand historischer Eisenbahnfahrzeuge, darunter Dampf-, Diesel- und Elektrolokomotiven. Auf dem Gelände des „größten noch funktionstüchtigen Dampflokomotiven-Bahnbetriebswerks Europas“ wird die Geschichte des sächsischen Eisenbahn- und Transportwesens dargestellt. Im benachbarten Technikmuseum Seilablaufanlage wird die Geschichte und der Betrieb auf dem ehemaligen Rangierbahnhof Chemnitz-Hilbersdorf veranschaulicht, unter anderem mit dem Befehlsstellwerk 3 und einer 300 Meter langen Vorführstrecke der Funktionsweise der Seilablaufanlage. Seit der 4. Sächsischen Landesausstellung führen beide Museen das Ausstellungsgelände in Kooperation weiter als Schauplatz Eisenbahn.

### August-Horch-Museum (Schauplatz Automobil)
Während sich das August-Horch-Museum Zwickau in seiner umfangreichen Dauerausstellung vorrangig der Geschichte des Automobilbaus in Zwickau widmet, fokussiert die Sonderausstellung auf Gegenwart und Zukunft der Automobilindustrie Sachsens. Auch hier steht das Verhältnis von Mensch und Technik im Mittelpunkt und es werden sowohl Krisen als auch Chancen dieser Verbindung aufgezeigt.

## Jahr der Industriekultur
Im Jahr der Industriekultur 2020 liefen trotz der COVID-19-Pandemie sachsenweit Aktivitäten im Bereich Industriekultur als Begleit- und Ergänzungsveranstaltungen. Mit diesem Vorhaben wurden das Landesthema Industriekultur und die in diesem Bereich bestehenden Strukturen gestärkt und in der Öffentlichkeit durch die Architektur-Route – Industriekultur in Sachsen präsentiert, Akteure in diesem Feld vernetzt und qualifiziert sowie konkrete Vorhaben gefördert, entwickelt und vermarktet. Die Vorbereitungen für das Jahr der Industriekultur 2020 begannen 2018 und wurden von der Kulturstiftung des Freistaates Sachsen koordiniert.

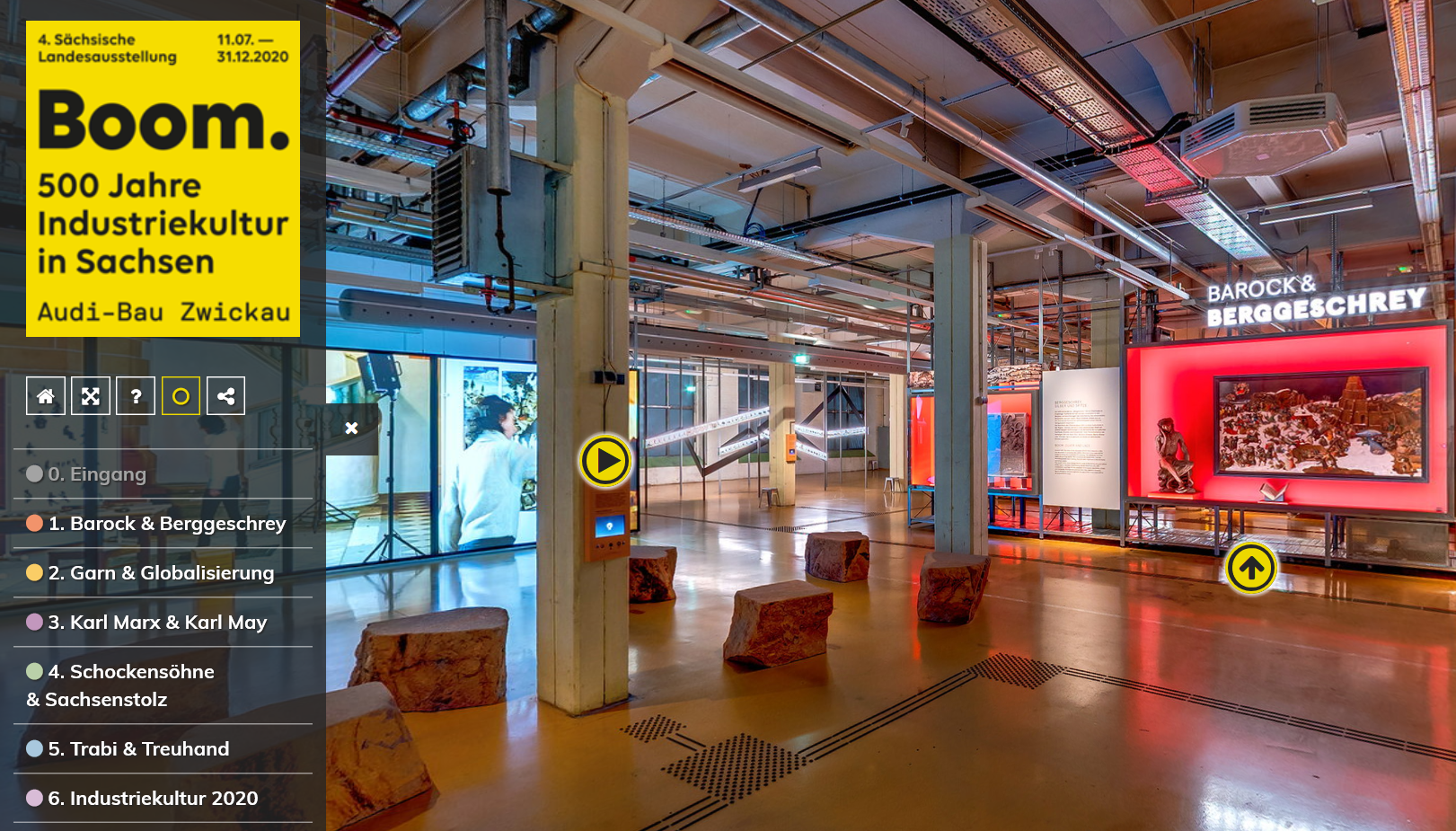
Ausschnitt aus dem 360-Grad-Rundgang der Zentralausstellung.

## Ausstellungszeitraum
Aufgrund der COVID-19-Pandemie wurde der Ausstellungszeitraum vom 25. April bis zum 1. November 2020 auf den die Zeit zwischen dem 11. Juli bis 31. Dezember 2020 verlegt. Durch den 2. Lockdown, der am 2. November 2020 begann und zur Schließung aller Kultureinrichtungen führte, musste die Ausstellung vorzeitig schließen. Eine allgemeine Verlängerung war aufgrund der pandemiebedingten Planungsunsicherheit und dem hohen organisatorischen Aufwand nicht möglich. Insgesamt zählte die Landesausstellung rund 104.000 Besucher an den sieben Standorten. Für die Zentralausstellung wurde ein 360-Grad-Rundgang erstellt, wodurch Interessierte bis zum Jahresende 2021 die Ausstellung virtuell ansehen konnten.